# Rombosse
 (février 2022).
Si vous disposez d'ouvrages ou d'articles de référence ou si vous connaissez des sites web de qualité traitant du thème abordé ici, merci de compléter l'article en donnant les références utiles à sa vérifiabilité et en les liant à la section « Notes et références ».
La rombosse est un dessert de la Région wallonne  (Belgique) à base de pomme, spécialité de région de Verviers, du pays de Herve ainsi que des villes de Mariembourg et de Couvin. En wallon, on l'appelle råbosse ou rabotte.

## Composition
Une rombosse est composée d'une pomme entière (de préférence une boskoop, parfois une belle fleur ou une jonagold) épluchée, débarrassée de son trognon et dont la partie du côté de la queue a été égalisée afin d'obtenir une base stable. La pomme est alors recouverte de beurre. La partie évidée de la pomme est remplie d'un mélange de sucre cristallisé (ou de cassonade) et de cannelle en poudre. Ensuite, le fruit ainsi préparé est entièrement recouvert d'une pâte levée (à Mariembourg, il s'agit plutôt d'une pâte feuilletée) dorée avec de l'œuf battu. À Couvin, on utilise plutôt de la pâte broyée avec du saindoux. 
La rombosse est alors cuite dans un four à 180 °C durant une trentaine de minutes. Elle est souvent saupoudrée de sucre glace, est parfois percée d'un bâton de cannelle et peut être consommée chaude, tiède ou froide.
La rombosse mesure environ 10 cm de diamètre pour une hauteur de 6 cm et un poids d'approximativement 300 g.

## Pâtisseries apparentées
En France, ce dessert s'apparente à la rabotte picarde, voire à la pomme au four bien que celle-ci soit dépourvue de pâte.